# Jitte Bukkens
Jitte Bukkens (31 december 1969 − 2 maart 2002) is een Nederlands voormalig topkorfbalster. Ze won als speelster van Oost-Arnhem 4 Nederlandse titels. Bukkens won in haar carrière 1 keer de prijs van Beste Korfbalster van het Jaar (1996). Daarnaast was ze speelster van het Nederlands korfbalteam. Bukkens werd ziek in 2000 en moest daardoor stoppen met haar korfbalcarrière. Ze overleed aan leukemie in 2002.

## Carrière bij Oost Arnhem
Bukkens speelde korfbal bij Oost-Arnhem, waar ze in 1986 al op 17-jarige leeftijd debuteerde. Onder coach Jan Wals maakte ze de gouden periode van de club in de jaren '80 mee, want toen zij debuteerde in de selectie versterkte Oost-Arnhem zich met 2 van de beste heren in Nederland, namelijk Erik Wolsink en Bram van der Zee. Samen met andere topspelers zoals Ron Steenbergen en Bandi Csupor vormde Oost-Arnhem 1 van de beste teams in Nederland.
In de seizoenen 1986-1987 en 1987-1988 haalde Oost-Arnhem dan ook de zaalfinales. Beide finales wonnen ze, waardoor ze de top van Nederland vormden.
Seizoen 1988-1989 verliep iets anders. Bram van der Zee was na het behalen van 2 zaaltitels terug gegaan naar Allen Weerbaar en het rommelde in de ploeg. Na het behalen van de Europacup stapte coach Jan Wals vlak voor de zaalfinale op. Freek Keizer nam het stokje over en zorgde er alsnog voor dat Oost-Arnhem voor het derde jaar op rij in de zaalfinale stond. Het was echter te laat om de onrust weg te nemen en Oost-Arnhem verloor deze finale. Desondanks de teleurstelling van de zaalfinale van 1989 werd Bukkens wel geselecteerd voor Oranje.
In seizoen 1990-1991 kreeg Oost Arnhem weer de smaak te pakken.  Onder coach Aart Schalk wist de ploeg weer de zaalfinale te halen. De tegenstander van de finale was Deetos en in een spannende eindstrijd trok Deetos aan het langste eind. Oost-Arnhem verloor de wedstrijd met 12-10, maar was wel terug op het eindtoneel. Op het veld had de ploeg het wat lastiger. Het werd uiteindelijk 2e in de Hoofdklasse B, net achter Deetos. In de kruisfinale moest Oost-Arnhem het opnemen tegen het Amsterdamse ROHDA, maar verloor met 16-15 waardoor het net de veldfinale mis liep.
Ook in het seizoen erna, 1991-1992 haalde Oost-Arnhem de kruisfinale op het veld. Wederom was ROHDA de tegenstander en dit maal won ROHDA nog overtuigender dan het jaar ervoor, het werd namelijk 13-7 in Amsterdams voordeel.
Een aantal mindere jaren voor Oost Arnhem braken aan, maar in seizoen 1994-1995 was er weer succes. Onder de nieuw aangestelde coach Erik Wolsink haalde de ploeg in de zaal weer de zaalfinale, iets wat al 3 jaar niet gebeurd was. In deze finale bleek Deetos te sterk met 15-13 waardoor Oost-Arnhem met zilver achterbleef. Op het veld werd de ploeg 2e in de Hoofdklasse A waardoor het kruisfinales mocht spelen. Oost-Arnhem won en stond zodoende in de veldfinale. Met PKC als tegenstander in de finale werd het een spannende eindstrijd. De wedstrijd stond na reguliere speeltijd 15-15 en er moest een verlenging aan te pas komen. Uiteindelijk bleek PKC toch te sterk en verloor Oost-Arnhem met 23-21.
Seizoen 1995-1996 brak aan en dit is wellicht het toppunt van Bukkens haar carrière. In het tweede seizoen met Wolsink als coach haalde de ploeg wederom de zaalfinale. Dit maal was AKC Blauw-Wit de tegenstander en Oost-Arnhem liet er geen gras over groeien. Toen de wedstrijd was afgelopen stond het 20-13 voor Oost-Arnhem. Niet alleen hadden ze de zaaltitel weer op zak, ze hadden ondertussen ook een nieuw finalerecord gezet. Nog niet eerder had een ploeg 20 goals in de zaalfinale gemaakt. Als klap op de vuurpijl werd Bukkens ook persoonlijk onderscheiden met de prijs van Beste Korfbalster van het Jaar.
In 1997 had Oost-Arnhem de kans om de Europacup in de zaal te veroveren, aangezien het de Nederlands zaalkampioen was. Echter verloor Oost-Arnhem in de finale van het Belgische Catba met 20-19. Later dit jaar eindigde Oost-Arnhem 1e in de Hoofdklasse A op het veld. In de veldfinale was Nic. de tegenstander, maar Oost-Arnhem zou voor de eerste keer in de clubgeschiedenis Nederlands veldkampioen worden. De wedstrijd was 18-18 na de reguliere speeltijd, maar Oost-Arnhem won in de verlenging uiteindelijk met 27-21. Deze titel miste nog op het palmares van Bukkens, waardoor ze nu alle mogelijke titels op korfbalgebied behaald had.

## Overlijden
In 2000 werd Bukkens ziek en stopte daarom met korfbal op het hoogste niveau. Haar partner, medekorfballer Ron Steenbergen bleef wel doorspelen, al was het alleen al voor de afleiding. Bukkens werd behandeld voor leukemie, maar in maart 2002 kwam zij te overlijden. Haar overlijden op jonge leeftijd schokte de korfbalwereld.

## Erelijst
- Nederlands zaalkampioen, 3x (1987, 1988 en 1996)
- Europacup zaalkampioen, 2x (1988, 1989)
- Nederlands veldkampioen, 1x (1997)
- Korfbalster van het Jaar, 1x (1996)

## Oranje
Bukkens werd in 1989 geselecteerd voor het Nederlands korfbalteam onder bondscoach Ben Crum. Ze maakte haar debuut in 1991, bij het WK.
Bukkens maakte haar minuten en goals tijdens het toernooi van 1991, maar speelde niet in de finale. Na de finale, die België won met 11-10 was het wel Bukkens die Hans Heemskerk troostte na het missen van een strafworp in de laatste seconde.
In totaal speelde Bukkens 16 interlands voor het Nederlands team, waarvan 3 op het veld en 13 in de zaal. Ze won zilver op het WK van 1991, maar goud op de World Games van 1993 en het WK van 1995.